# バトナ
バトナ（アラビア語: باتنة、ベルベル語：ⵜⴱⴰⵜⴻⵏⵜ, Tbatent）は、アルジェリアの都市。バトナ県の県都に定められている。2008年当時の人口は290,645人であり、アルジェリアの都市では5番目に人口が多い。シャウィーア人が多く住む都市のひとつで、オーレス山脈の中心都市でもある。アルジェリアの首都アルジェの南東315kmに位置し、町の西には空港が置かれている。
大通りを中心に計画的に建設された市街地が広がり、町の東には軍事基地が置かれている。

## 歴史
アトラス山脈とサハラ砂漠を結ぶカンタラ街道の防衛のためと周辺の山地の警備のため、1844年にフランスによって設置された軍事基地がバトナの起源である。1848年に基地はラスル・アイウーン山の東に移転し、翌1849年にバトナと改称された。
2007年9月6日にバトナでアルカーイダによる大規模な自爆テロが起きる。3日間にわたってアルジェリア東部を視察していた当時のアルジェリア大統領アブデルアジズ・ブーテフリカが最後の日にバトナを訪れる機会を狙い、大統領一行の見物に集まった群衆の中で自爆テロは決行された。テロはブーテフリカが町に到着する直前に行われ、15人から20人の死者、107人の負傷者が出た。国際連合安全保障理事会は、このアルカーイダによるテロ行為を強く非難した。

## 地理、気候
バトナは標高1,050mに位置し、オーレス山地の入り口となっている。周囲を山に囲まれた盆地にあり、ティラトー川が流れている。夏季は暑く乾燥し、冬季は肌寒く湿度も高い。1945年1月4日には、バトナでアルジェリア最低気温の-20°Cが記録された。
| バトナの気候           | バトナの気候 | バトナの気候 | バトナの気候 | バトナの気候 | バトナの気候 | バトナの気候 | バトナの気候 | バトナの気候 | バトナの気候 | バトナの気候 | バトナの気候 | バトナの気候 | バトナの気候   |
| 月                     | 1月          | 2月          | 3月          | 4月          | 5月          | 6月          | 7月          | 8月          | 9月          | 10月         | 11月         | 12月         | 年             |
| ---------------------- | ------------ | ------------ | ------------ | ------------ | ------------ | ------------ | ------------ | ------------ | ------------ | ------------ | ------------ | ------------ | -------------- |
| 平均最高気温 °C （°F） | 9.8 (49.6)   | 11.2 (52.2)  | 13.7 (56.7)  | 17.7 (63.9)  | 22.8 (73)    | 29.1 (84.4)  | 33.0 (91.4)  | 31.9 (89.4)  | 26.9 (80.4)  | 20.3 (68.5)  | 14.2 (57.6)  | 10.8 (51.4)  | 20.12 (68.21)  |
| 日平均気温 °C （°F）   | 5.3 (41.5)   | 6.3 (43.3)   | 8.2 (46.8)   | 11.6 (52.9)  | 16.0 (60.8)  | 21.7 (71.1)  | 24.9 (76.8)  | 24.3 (75.7)  | 20.1 (68.2)  | 14.5 (58.1)  | 9.1 (48.4)   | 6.2 (43.2)   | 14.02 (57.23)  |
| 平均最低気温 °C （°F） | 0.7 (33.3)   | 1.4 (34.5)   | 2.7 (36.9)   | 5.4 (41.7)   | 9.2 (48.6)   | 14.2 (57.6)  | 16.8 (62.2)  | 16.7 (62.1)  | 13.3 (55.9)  | 8.6 (47.5)   | 3.9 (39)     | 1.7 (35.1)   | 7.88 (46.2)    |
| 降水量 mm （inch）     | 24.9 (0.98)  | 29.3 (1.154) | 38.0 (1.496) | 31.7 (1.248) | 32.0 (1.26)  | 20.1 (0.791) | 7.5 (0.295)  | 17.7 (0.697) | 37.3 (1.469) | 27.3 (1.075) | 31.7 (1.248) | 28.7 (1.13)  | 326.2 (12.843) |
| 出典：NOAA (1971-1990) |              |              |              |              |              |              |              |              |              |              |              |              |                |

## 人口
|      | 1901年 | 1926年 | 1931年 | 1936年 | 1948年 | 1954年 | 1966年 | 1974年  | 1977年  | 1987年  | 1998年  | 2004年  |
| ---- | ------ | ------ | ------ | ------ | ------ | ------ | ------ | ------- | ------- | ------- | ------- | ------- |
| 人口 | 6,900  | 10,300 | 13,600 | 15,500 | 21,700 | 26,400 | 54,900 | 115,100 | 102,800 | 181,600 | 246,800 | 285,000 |

## 経済
バトナは森林資源、農産物の商取引の中心地となっている。
また、ティムガッドなどのローマ時代の遺跡を観光する拠点ともなっている。